# ثورة أمير الحج
ثورة أمير الحج هي ثورة شعبية بقيادة مصطفى بك في مدينة ميت غمر بالدقهلية ضد الاحتلال الفرنسي في ( يوم الإثنين 19 شوال 1213 هـ / 25 مارس 1799م) بعد دخول الحملة الفرنسية مصر. قاد مصطفى بك، أحد كبار المماليك وأمير قافلة الحج المصري وكتخدا الوالي في مصر، سكان ميت غمر والقرى والعُربان والمماليك ضد الوجود الفرنسي، واستطاع الثوار قتل عدد منهم وأسر سفنهم المتجهة من القاهرة إلى الشام لتعزيز حملة نابليون هناك. تُعد هذه الثورة من أكبر حركات المقاومة في الدلتا، وجاءت بعد يأس المصريين من المقاومة عقب قمع ثورة القاهرة الأولى وكانت أحد أسباب فشل نابليون في حصار عكا، ما يجعلها دليلاً على الرفض الشعبي للاحتلال الفرنسي في الريف المصري ومنطقة الدلتا.

## خلفية
في 1798، دخل نابليون مصر عن طريق الإسكندرية بغرض السيطرة عليها وقطع طريق بريطانيا للهند. رغم احتلاله السريع، اشتعلت ثورة القاهرة الأولى في أكتوبر 1798 بسبب ظلم الفرنسيين، لكنها قُمعَت بعنف. بعد ذلك، استقر الفرنسيون بتثبيت مواقعهم وتحسين علاقتهم مع كبار المشايخ. في 1799، غادر نابليون مصر إلى الشام، مما فتح الباب لثورات جديدة لاحقًا.

### حال الشعب المصري قبيل الثورة
مال الشعب المصري قبيل اندلاع الثورة إلى الهدوء والسكون، خاصةً بعد نجاح الفرنسيين في إخماد ثورة القاهرة الأولى، وما رآه الناس فيها من دمار سببه قصف المدافع وغيرها من أدوات القمع.كما قام الفرنسيون بإنشاء قلاع حول القاهرة والإسكندرية وغيرها، بهدف السيطرة الكاملة وإخماد أي محاولة تمرد قد تقع في هذه المناطق. وقد أظهر قادة الحملة الفرنسية قدرًا من الذكاء السياسي، تمثل في حسن التعامل مع عامة الشعب، وكبار المشايخ وزعماء المجتمع، مثل الشيخ الشرقاوي والشيخ السادات، مما ساعد على تهدئة الأوضاع مؤقتًا.
وأدى أيضًا إلى هذا الهدوء الإعلان المتكرر عن انتصارات نابليون في الشام، ونشر أخبار تلك الانتصارات بين الناس، وهو ما ملأ قلوب المصريين بالحزن والحسرة. وكان الفرنسيون يحتفلون بهذه الانتصارات بإطلاق المدافع من القلعة والأزبكية، ورفع الأعلام على منارات الأزهر إعلانًا لفرحهم، في الوقت الذي كانت فيه القاهرة تعيش في حالة سكون استمرت شهرًا كاملاً بعد غياب نابليون.

## بوادر الثورة
بدأت بوادر الثورة في إقليم الشرقية بسبب كثرة المظالم التي ارتكبها الفرنسيون تجاه أهالي المنطقة، مثل فرض الإتاوات والضرائب بشكل مفرط. وأخذ الجنود الفرنسيون يجوبون قرى الشرقية مثل قرية بردين وقرية الزنكلون ، يصادرون ما لدى الأهالي من جمال وحمير وماشية، مما أثار سخط السكان ودفعهم إلى المقاومة.
وقد وقعت العديد من المصادمات والمشاحنات في قرى مختلفة، كان أبرزها ما حدث في قرية بردين، حيث تصاعدت الأحداث إلى نزاع مسلح بين الأهالي من بردين والقرى المجاورة من جهة، وبين القوات الفرنسية من جهة أخرى. وانتهت الواقعة بنهب القرية وتدميرها، وقد قُدّر عدد الضحايا في تلك الأحداث بحوالي 300 ضحية.

## أحداث الثورة

### اندلاع الثورة
استمرت الاضطرابات في إقليم الشرقية، إلى أن اندلعت شرارة الثورة بقيادة أمير الحج مصطفى بك كتخدا الباشا في مصر، وهو مملوكي عيّنه نابليون بنفسه في منصب أمير الحج، وأظهر له قدرًا كبيرًا من الحفاوة والتقدير. وقبل أن يتوجه نابليون في حملته إلى الشام، طلب من مصطفى بك أن يرافقه، فخرج معه بالفعل، وبرفقته القاضي التركي وأربعة من مشايخ ديوان القاهرة مثل الشيخ سليمان الفيومي والشيخ الدواخلي والشيخ العريشي والشيخ الصاوي.
توقفت الحملة في بلبيس، ثم في قرية العارين لعدة أيام، بحجة التزود بالمؤن، لكن في الحقيقة كانت هناك حاجة عاجلة من الفرنسيين لاستخدام الجمال، مما أدى إلى توقفهم عن المسير. وحين أرسل نابليون يستحث مصطفى بك للحاق به، رفض مصطفى بك، متحججًا بفقدان الجمال وخطورة الطريق، لكنه لم يلبث أن أعلن عصيانه وتمرده على نابليون والفرنسيين. سعى لحشد الدعم من القاضي التركي والمشايخ المرافقين له، لكنهم ترددوا خوفًا من الانتقام الفرنسي، كما حدث مع زعماء ثورة القاهرة الأولى. ومع ذلك، سانده بعضهم، منهم الشيخ سليمان الفيومي والقاضي التركي، ثم عاد مصطفى بك إلى الداخل، يعدّ العدة لنشر الثورة في أنحاء مصر.

### اتساع رقعة الثورة
في تلك الأثناء، أرسل مسيو بوسلينج، مدير الشؤون المالية للحملة الفرنسية، إلى مصطفى بك يستفسر عن سبب تخلفه عن مرافقة نابليون، فرد مصطفى بك بالإنكار والمراوغة، لكنه في الخفاء كان قد بدأ ينشر دعوته للثورة في مختلف أقاليم مصر. وصلته أخبار مشجعة من أحمد باشا الجزار، ومن رئيسه السابق بكر باشا، تؤكد أن الجيش العثماني المرسل من قبل السلطان سليم الثالث في طريقه إلى مصر من عدة جهات. وتصوّر مصطفى بك أن فرصة التحرر قد حانت، خاصة بعد رحيل نابليون بجيشه إلى الشام، فاستغل مكانته كأمير للحج، وصفته كمندوب عن والي الدولة العثمانية في مصر، ليجمع حوله الناس.
نجح بالفعل في ضم عدد كبير من الأهالي ومشايخ البلاد إلى جانبه، وبدأت أفكار الثورة تنتشر إلى إقليم الدقهلية، وازداد عدد المتطوعين في كل منطقة يصل إليها. وبحلول 25 مارس، وصلت طلائع الثورة إلى ميت غمر.

### اشتعال الثورة ونجاحها في البداية
مرت ستة سفن فرنسية محمّلة بالمؤن والسلاح، ترافقها سفينة سابعة حربية للحماية، متجهة من القاهرة إلى الشام لمساندة نابليون في حملته هناك. لكن عند مرورها بساحل النيل عند ميت غمر، باغتتها قوات الثورة بقيادة مصطفى بك، فانقض الثوار على السفن، وتمكنوا من أسرها بالكامل، والاستيلاء على ما فيها من أسلحة ومؤن، كما قُتل من كان على متنها من الفرنسيين. أما السفينة الحربية المكلفة بالحماية، فتمكنت من الهرب والنجاة من الهجوم، وعادت مسرعة إلى القاهرة، وكان ذلك من أسباب فشل نابليون في حصار عكا لتعذر وصول الإمدادات العسكرية هناك.

### الرد الفرنسي وقمع الثورة ونهايتها
ردًّا على ذلك، أصدر مسيو بوسلينج قرارًا بـعزل مصطفى بك من منصب أمير الحج. كما أرسل الجنرال دوجا، نائب نابليون في القاهرة، أوامره إلى الجنرال لأنوس، حاكم إقليم المنوفية، بمطاردة مصطفى بك والقضاء عليه. فانطلق لأنوس في حملة شرسة، وبعد عناء ومشاق ومطاردات متكررة، تفرقت قوات أمير الحج، وانهارت وحدته العسكرية، وفرّ مصطفى بك هاربًا.
لم يكتف الفرنسيون بذلك، بل شرعوا في البحث عن القرى التي شاركت في الثورة، فقاموا بـإحراقها بالكامل لتكون عبرة لغيرها. كما قاموا بـمصادرة ممتلكات مصطفى بك، والقبض على نائبه الذي كان يشغل منصب ناظر الكسوة الشريفة، وسجنوه في الجيزة. ولم يسلم حتى ما تركه بكر باشا، والي مصر السابق، من أمتعة وملابس وخيول وجمال وسروج، إذ استولى عليها الفرنسيون أيضًا.

## نهاية مصطفى بك
لم يُشر الجبرتي إلى مصير مصطفى بك بشكل دقيق، مكتفيًا بذكر أنه ربما رحل إلى الشام. أما المعلم نقولا الترك فقد روى رواية مختلفة، تفيد بأن مصطفى بك فرّ إلى غزة ثم إلى عكا. وحينما دخل على أحمد باشا الجزار، قال له الجزار: «أنت الذي كنت أغاة الإنكشارية؟» أجاب مصطفى بك: «نعم، لكني هربت منهم وأتيت إليك». فرد الجزار قائلاً: «أنت لست إلا جاسوسًا»، ثم أمر بقتله فورًا.